# Hypostomus lima
Hypostomus lima är en fiskart som först beskrevs av Lütken, 1874.  Hypostomus lima ingår i släktet Hypostomus och familjen Loricariidae. Inga underarter finns listade i Catalogue of Life.